# Maria Kurjo
Maria Kurjo (* 10. Dezember 1989 in Berlin) ist eine deutsche Wasserspringerin. Sie startet für den Berliner TSC in der Disziplin Turmspringen.
Kurjo gewann bei den Junioreneuropameisterschaften 2007 in Triest die Silbermedaille. Bei den Europameisterschaften 2009 wurde sie vom Turm Vierte, bei den Europameisterschaften 2011 erreichte sie mit der Bronzemedaille ihre erste internationale Podestplatzierung. Sie startete 2011 in Shanghai auch erstmals bei Weltmeisterschaften. Im 10-m-Turmspringen wurde sie im Vorkampf 19. und verpasste den Einzug ins Halbfinale knapp.
Beim FINA-Diving-Grand Prix 2009 in Montreal wurde sie Zweite. 2010 wurde Kurjo zudem erstmals Deutsche Meisterin im 10-m-Synchronspringen.
Im Februar 2010 hatte Kurjo einen schweren Wettkampfunfall. Beim Sprung vom Turm schlug sie mit dem Kopf gegen die Plattform und stürzte bewusstlos ins Wasser. Sie erlitt eine Platzwunde und eine schwere Gehirnerschütterung. Trotzdem nahm sie nur wenige Wochen später wieder das Training auf.
2012 nahm sie am Wasserspringen der Olympischen Sommerspiele in London teil.